# Punk in Drublic
Albums de NOFX
White Trash, Two Heebs and a Bean
(1993) I Heard They Suck Live!!
(1995)
Punk in Drublic est le cinquième album studio du groupe californien de punk rock NOFX. Il est sorti en 1994 sous le label Epitaph. Le nom est une contrepèterie de Drunk in Public (ivre en public). L'album a reçu de nombreuses critiques positives et est considéré par les fans comme par la presse comme un classique du punk. Il va d'ailleurs contribuer à ramener ce style musicale sur le devant de la scène, dans les années 90, aux côtés de Dookie de Green Day, Let's Go de Rancid et Smash de The Offspring.
NOFX, contrairement à ces groupes cités précédemment, va se distinguer par son esprit punk authentique et va dénigrer MTV, restreindre sa relation avec les médias, refuser l'invitation de gros labels et critiquer ces groupes en train de devenir "commerciaux". Six ans après sa sortie, l'album devient le premier et le seul disque d'or du groupe avec 500.000 copies vendues aux États-Unis, sans aucun passage à la radio et sans diffusion de vidéo clip (bien qu'un clip ait été réalisé pour la chanson "Leave It Alone"). Dans le monde, l'album s'est vendu à plus d'un million d'exemplaires et demeure ainsi l'album le plus vendu du groupe.
Ce disque a eu une grande influence sur l'album Cheshire Cat de Blink-182, Let's Talk About Feelings de Lagwagon, All Killer No Filler de Sum 41 ou encore The General Strike d'Anti-Flag.
C'est le premier album de Smelly (batterie) depuis sa sortie de cure de désintoxication pour addiction à l'Héroïne. Il va depuis, devenir complètement sobre. Les coulisses des concerts de NOFX seront d'ailleurs divisées en deux parties pour ne pas le narguer alors qu'il lutte encore contre son addiction : une partie festive avec de la drogue et de l'alcool et une partie calme.

## Accolades
| Publication  | Country        | Accolade                                                  | Year | Rank |
| ------------ | -------------- | --------------------------------------------------------- | ---- | ---- |
| Guitar World | United States  | Superunknown: 50 Iconic Albums That Defined 1994          | 2014 | *    |
| BuzzFeed     | United States  | 36 Pop Punk Albums You Need To Hear Before You F——ing Die | 2014 | *    |
| Rock Sound   | United Kingdom | The 51 Most Essential Pop Punk Albums of All Time         | 2014 | 4    |
| Kerrang!     | United Kingdom | 51 Greatest Pop Punk Albums Ever                          | 2015 | 6    |

* denotes an unordered list

## Liste des chansons
Toutes les chansons sont écrites et composées par Fat Mike, à l'exception de Leave It Alone qui est composée par Fat Mike et Eric Melvin et Perfect Government qui est une reprise de Mark Curry.
| 1.    | Linoleum                | 2:10 |
| 2.    | Leave It Alone          | 2:04 |
| 3.    | Dig                     | 2:16 |
| 4.    | The Cause               | 1:37 |
| 5.    | Don't Call Me White     | 2:33 |
| 6.    | My Heart Is Yearning    | 2:23 |
| 7.    | Perfect Government      | 2:06 |
| 8.    | The Brews               | 2:40 |
| 9.    | The Quass               | 1:18 |
| 10.   | Dying Degree            | 1:50 |
| 11.   | Fleas                   | 1:48 |
| 12.   | Lori Meyers             | 2:21 |
| 13.   | Jeff Wears Birkenstocks | 1:26 |
| 14.   | Punk Guy                | 1:08 |
| 15.   | Happy Guy               | 1:58 |
| 16.   | Reeko                   | 3:05 |
| 17.   | Scavenger Type          | 7:12 |
| 39:55 |                         |      |

## Liste des titres
| No  | Titre                                | Auteur                | Durée |
| --- | ------------------------------------ | --------------------- | ----- |
| 1.  | Linoleum                             | Fat Mike              | 2:10  |
| 2.  | Leave It Alone                       | Fat Mike, Eric Melvin | 2:04  |
| 3.  | Dig                                  | Fat Mike              | 2:16  |
| 4.  | The Cause                            | Fat Mike              | 1:37  |
| 5.  | Don't Call Me White                  | Fat Mike              | 2:33  |
| 6.  | My Heart Is Yearning                 | Fat Mike              | 2:23  |
| 7.  | Perfect Government                   | Mark Curry            | 2:06  |
| 8.  | The Brews                            | Fat Mike              | 2:40  |
| 9.  | The Quass                            |                       | 1:18  |
| 10. | Dying Degree                         | Fat Mike              | 1:50  |
| 11. | Fleas                                | Fat Mike              | 1:48  |
| 12. | Lori Meyers                          | Fat Mike              | 2:21  |
| 13. | Jeff Wears Birckenstock              | Fat Mike              | 1:26  |
| 14. | Punk Guy (Cause He Does Punk Things) | Fat Mike              | 1:08  |
| 15. | Happy Guy                            | Fat Mike              | 1:58  |
| 16. | Reeko                                | Fat Mike              | 3:05  |
| 17. | Scavenger Type                       | Fat Mike              | 2:27  |

Après un blanc de 3:11, apparaît un morceau-fantôme d'1:34 ; on y entend simplement le groupe en train de s'amuser avec le matériel du studio (El Hefe faisant ses fameuses imitations de personnages célèbres) .
Kim Shattuck chante sur le titre Lori Meyers.